# Molophilus tartarus
Molophilus tartarus là một loài ruồi trong họ Limoniidae. Chúng phân bố ở miền Australasia.